# 蘇特基夫齊
49°10′30″N 26°55′45″E / 49.17500°N 26.92917°E

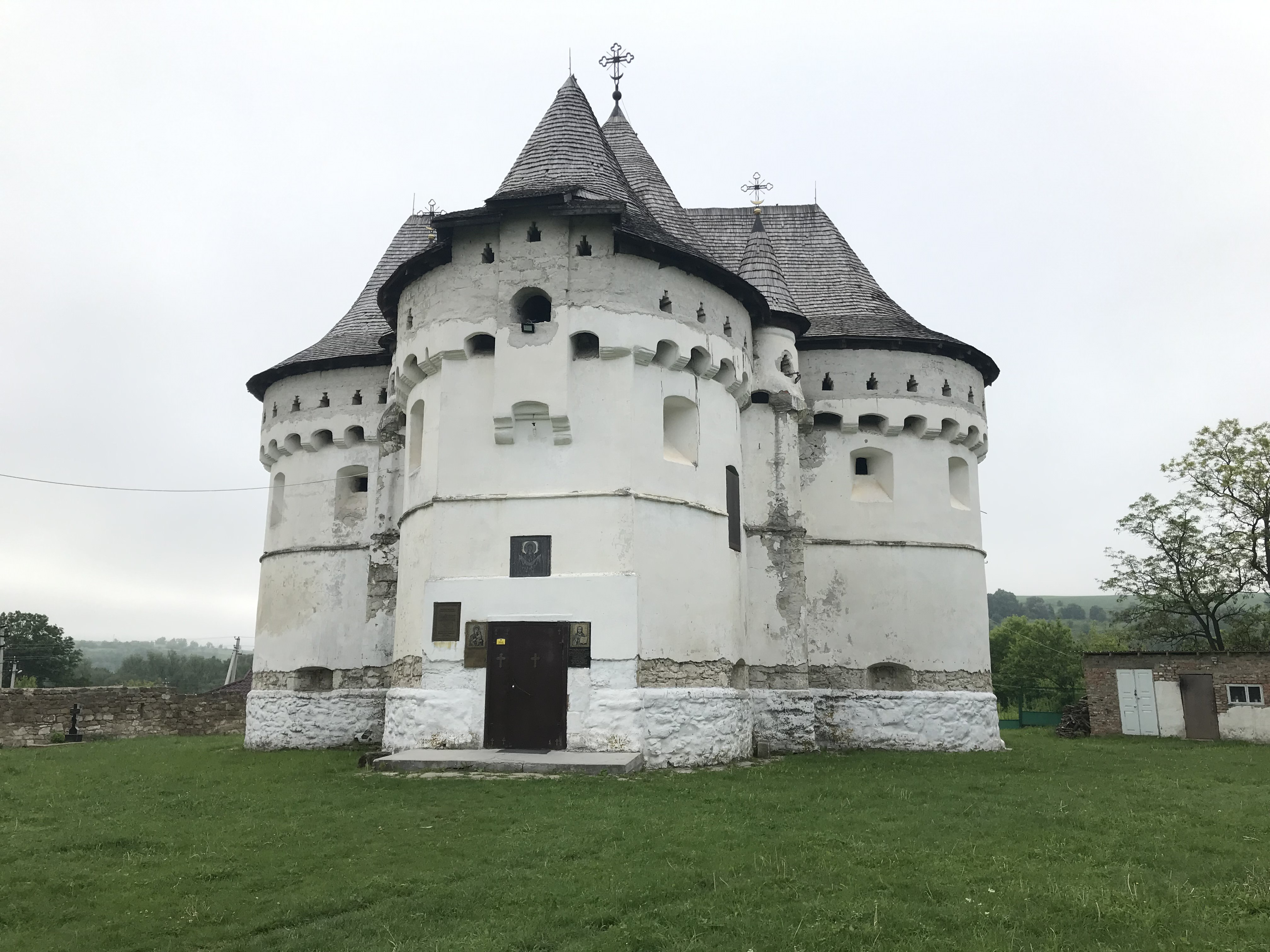

蘇特基夫齊（烏克蘭語：Сутківці）是位於烏克蘭西部的村莊，由赫梅利尼茨基州裡赫梅利尼茨基區的亞爾莫林齊市鎮負責管轄。該村始建於1407年，面積2.67平方公里，2001年人口1,249，人口密度每平方公里467.1人。